# Cerradomys maracajuensis
Cerradomys maracajuensis é uma espécie de roedor da família Cricetidae. Pode ser encontrada na Bolívia, Paraguai e Brasil.